# Jean di Michaëlis
Jean di Michaëlis, noto anche come Jean Michel (... – Lucens, 28 dicembre 1468), è stato un vescovo cattolico svizzero.
È stato vescovo di Mondovì nel 1466 e vescovo di Losanna dal 1466 al 1468.

## Biografia
Jean di Michaëlis era figlio di un omonimo nobile del Piemonte. Studiò diritto canonico e fu prevosto a Vercelli, 1444 parroco e Moudon e domicellario a Losanna e dal 1446 anche domicellario a Ginevra. Nel 1461 divenne decano a Sion e nel 1465 cancelliere del duca di Savoia. Nel 1466 divenne vescovo di Mondovì.
Dopo la morte di Guillaume di Varax il capitolo elesse vescovo, l'8 aprile 1466, il protonotario apostolico Francesco di Savoia, fratello minore del duca di Savoia, Amedeo IX. Questa elezione fu sostenuta anche da Berna. Papa Paolo II però rifiutò di confermare l'elezione. Dal momento che il capitolo non aveva indicato un candidato alternativo, Paolo II nominò in data 18 novembre 1466 Jean de Michel vescovo di Losanna.
Il capitolo accettò la nomina solo nel 1467. Jean di Michaëlis entrò nella sua diocesi per la prima volta nel novembre 1468.
Sulla via del ritorno da Berna, dove aveva cercato sostegno contro il duca di Savoia, morì il 28 dicembre 1468 nel castello di Lucens.